# Refused Are Fucking Dead
Refused Are Fucking Dead är en dokumentärfilm om det svenska hardcorebandet Refused och deras sista turné tillsammans. Filmen regisserades av bandets gitarrist Kristofer Steen och inkluderar liveuppträdanden med låtarna "Spectre", "Life Support Addiction", "Circlepit", "New Noise" och "Rather Be Dead".
DVD-skivan innehåller även musikvideor till "Rather Be Dead" och "New Noise", samt liveuppträdanden med alla låtarna från skivan The Shape of Punk to Come (förutom "The Apollo Programme Was a Hoax") som bonusspår.